# Cryphia muralis
Cryphia muralis (tên tiếng Anh: Marbled Green) là một loài bướm đêm thuộc họ Noctuidae. Nó được tìm thấy ở châu Âu.
Sải cánh dài 27–34 mm. Chiều dài cánh trước là 12–15 mm. Con trưởng thành bay từ tháng 6 đến tháng 9 tùy theo địa điểm.
Ấu trùng ăn various Lichen.

## Hình ảnh

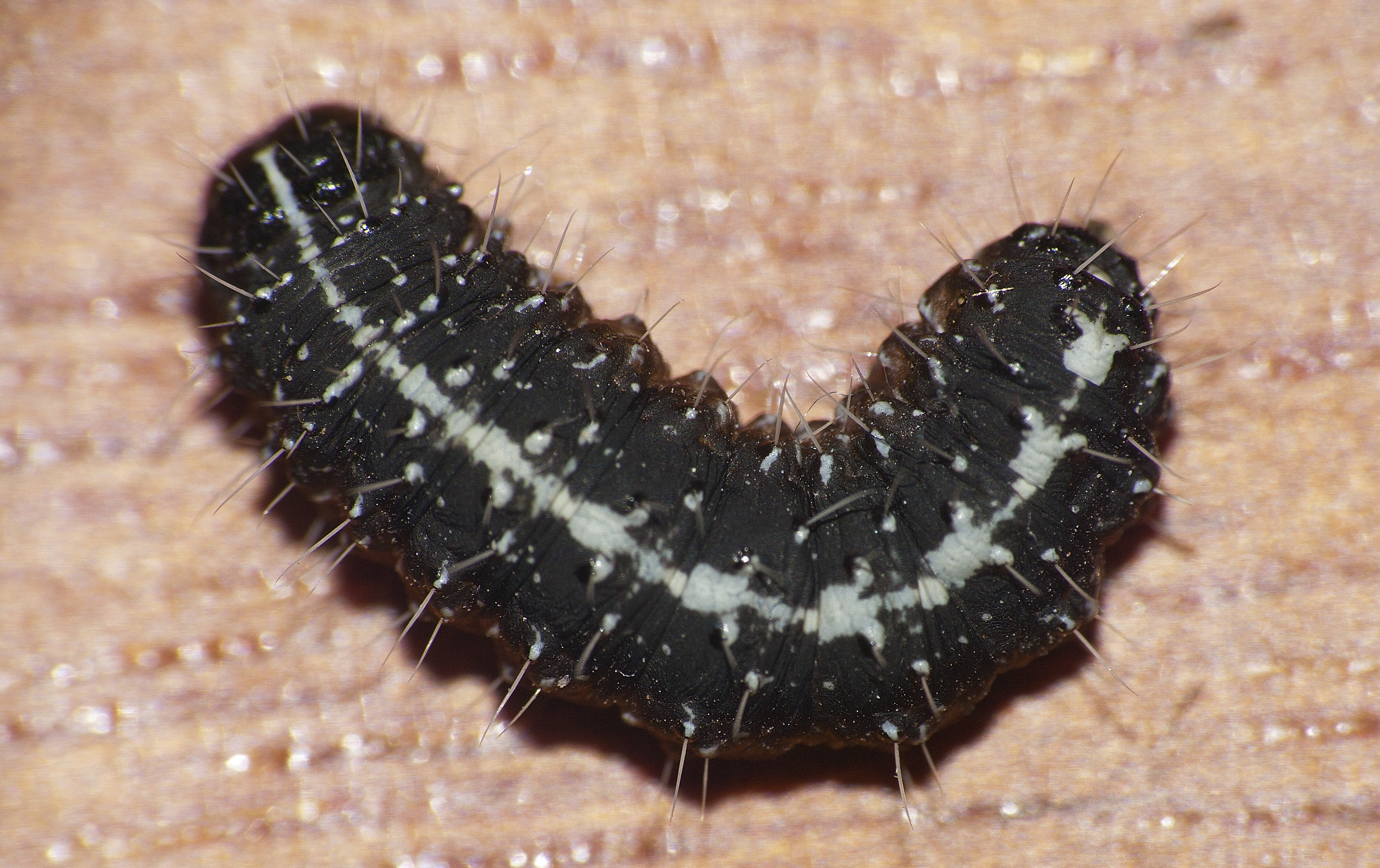
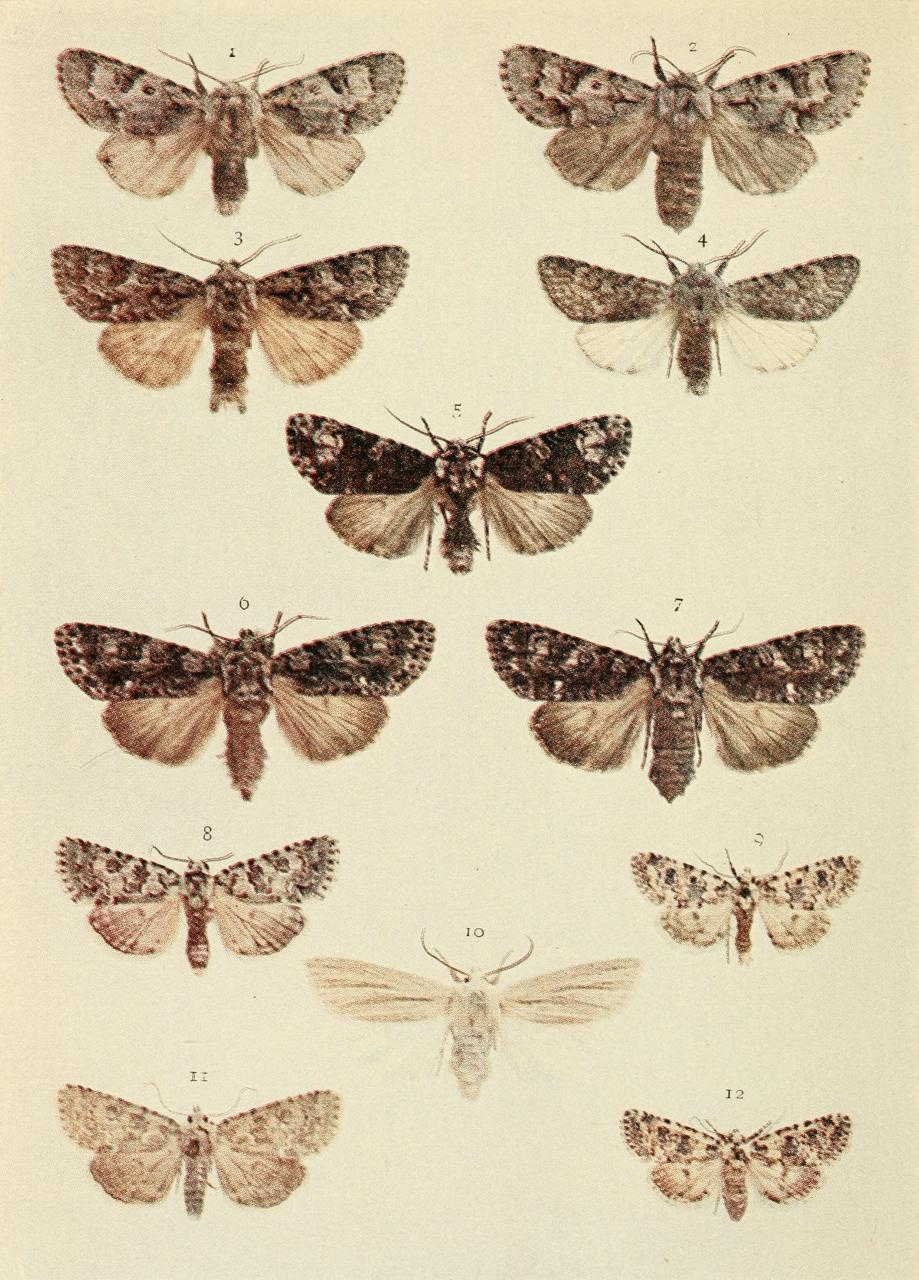
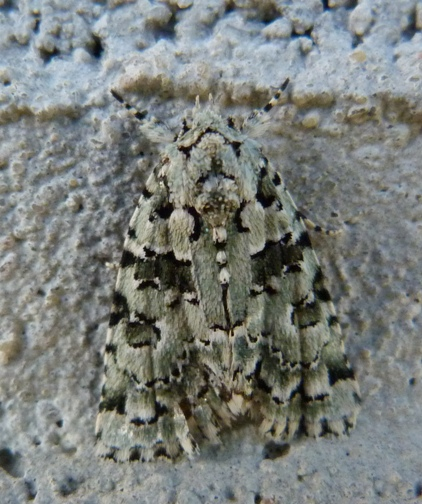